# خانه غلامرضا حسین جعفر
خانه غلامرضا حسین جعفر مربوط به اواخر دوره قاجار است و در بیرجند، خیابان منتظری واقع شده و این اثر در تاریخ ۱۶ مهر ۱۳۷۹ با شمارهٔ ثبت ۲۸۱۶ به‌عنوان یکی از آثار ملی ایران به ثبت رسیده است.